# أمير الحداوي
أمير الحداوي (مواليد 14 سبتمبر 1999)؛ بالمغرب هو لاعب كرة قدم مغربي يلعب كحارس مرمى مع نادي الرجاء البيضاوي.

## مسيرته
أبرم الحارس أمير الحداوي عقدا احترافيا مع ناديه الرجاء البيضاوي، لمدة 5 سنوات.
وجاء هذا القرار، بعد أن قدم الحداوي، البالغ من العمر 19 عاما، مستويات جيدة، مع الفريق الرديف، ومع منتخب المغرب لأقل من 20 عاما الذي يدربه مصطفى مديح.
وألحق خوان كارلوس جاريدو، مدرب الرجاء، الحارس الحداوي بالفريق الأول، للاحتكاك أكثر بأجواء الكبار ولإغناء تجربته.
وتدرج أمير، وهو ابن اللاعب الدولي السابق مصطفى الحداوي، عبر جميع فئات الرجاء الرياضي.

## الإنجازات
الرجاء الرياضي
- البطولة الوطنية المغربية : 2020
- كأس العرب للأندية الأبطال : 2020[6]
- كأس الكونفيدرالية الأفريقية : 2021